# Auftragsmord
Ein Auftragsmord ist ein Mord an einem Menschen durch einen oder mehrere Auftragsmörder, die von einer oder mehreren Personen, einer Organisation oder einem Staat dazu beauftragt wurden. Er erfolgt gegen Bezahlung oder eine Entlohnung anderer Art. Aus der englischen Sprache entlehnt ist die Bezeichnung Killer für Auftragsmörder.
Auch ein Selbstmordattentat kann als Sonderform des Auftragsmordes erfolgen.

## Synonyme
Enforcer („Vollstrecker“, „Durchsetzer“) und Hitman sind im amerikanischen organisierten Verbrechen geläufige Bezeichnungen für einen Auftragstäter, der als Teil einer Bandenorganisation mit Gewalttaten bis hin zum Mord beauftragt wird, um die Interessen der Organisation durchzusetzen.
Im mexikanischen Drogenmilieu wird der Auftragsmörder häufig als sicario bezeichnet.
Im Italienischen wird ein Meuchelmörder oder Auftragsmörder als assassino bezeichnet, ein Begriff, der auf die in Vorderasien beheimatete Sekte der Assassinen aus der Zeit der Kreuzzüge verweist, die zahlreiche Attentate und Auftragsmorde ausführten.
In den Niederlanden bezeichnet man Auftragsmörder als Hitters.

## Preise
Die Preisspanne für einen Auftragsmord reicht etwa von 200 Pfund bis zu 100.000 Euro, wobei sowohl Angebot und Nachfrage als auch das Gebiet und die Zielperson eine Rolle spielen.
Das Australian Institute of Criminology hat 163 versuchte und durchgeführte Auftragsmorde untersucht und einen Durchschnittspreis von 12.700 US-Dollar für diese in Auftrag gegebene Morde ermittelt. Allerdings gab es mitunter Anbieter, die sich mit deutlich weniger zufriedengaben – in einem Fall wurden nur 380 US-Dollar gezahlt, während der teuerste Killer 76.000 US-Dollar verlangte.
In den Niederlanden wurde durch Aussagen vor Gericht bekannt, dass zwischen 3000 und 5000 Euro pro Auftragsmord gezahlt wurden.
Für Mordaufträge, die sich gegen prominente Opfer richten, werden oft höhere Preise verlangt. Die Mörder der Investigativjournalistin Daphne Caruana Galizia, die 2017 durch eine Autobombe auf Malta ermordet wurde, erhielten 150.000 Euro.

## Typische Vorgehensweise
In den meisten Fällen wird eine Schusswaffe für die Durchführung von Auftragsmorden genutzt, wobei die Wahrscheinlichkeit dafür fünf Mal so hoch ist wie bei Mord im Allgemeinen.
In Südeuropa sind auch Mordanschläge per Autobombe nicht unüblich (wie beispielsweise beim Mord am italienischen Untersuchungsrichter Giovanni Falcone).
Täter setzen mitunter Gifte oder chemische Substanzen ein, damit der Tod des Opfers nicht sofort wie ein Mordanschlag wirkt. Insbesondere in Russland hat der Giftmord eine gewisse Tradition. Typische Opfer sind dabei Oppositionspolitiker und Journalisten, wie der Menschenrechtsaktivist Juri Schtschekotschichin oder der russische Nachrichtendienstler und Agent Alexander Litwinenko, der 2006 an den Folgen eines Giftanschlages in einem Londoner Krankenhaus starb.
Auch im Fall von Kim Jong-nam kam 2017 ein Nervenkampfstoff zum Einsatz: Kim kam auf dem Flughafen Kuala Lumpur mit der tödlichen Substanz VX in Kontakt.

## Überlebende Opfer
Der russische Oberst Sergei Skripal, der aufgrund seiner Tätigkeit als ehemaliger Geheimdienstmitarbeiter umgebracht werden sollte, überlebte 2018 einen Giftanschlag mit dem international geächteten Nervengift Nowitschok, von dem auch seine Tochter Julia betroffen war.
Im Jahr 2020 überlebte der russische Oppositionspolitiker Alexei Nawalny nur knapp einen Giftanschlag, der ebenfalls mit dem Kampfstoff Nowitschok durchgeführt wurde. Attentate mit Giftstoffen kommen in Russland häufiger vor, da sie sich vergleichsweise gut vertuschen lassen. Der Oppositionspolitiker Wladimir Kara-Mursa hat sogar schon zwei dieser Anschläge überlebt (2015 und 2017). Die russisch-amerikanische Journalistin, Autorin und Menschenrechtsaktivistin Anna Politkowskaja überlebte 2004 einen Giftanschlag, wurde am 7. Oktober 2006 aber vor ihrer Wohnungstür erschossen.
Im September 2004, kurz vor der Präsidentschaftswahl in der Ukraine, wurde Wiktor Juschtschenko Opfer eines Giftanschlages mit hochgiftigem Dioxin aus einem Speziallabor.
Juschtschenko, der bei dieser Präsidentschaftswahl kandidierte, überlebte den Anschlag. Die Wahl wurde zugunsten seines Konkurrenten Wiktor Janukowytsch manipuliert. Nach Massenprotesten annullierte das Oberste Gericht der Ukraine die Stichwahl. Juschtschenko wurde bei der Wiederholung der Stichwahl zum Präsidenten gewählt.

## Rechtslage in Deutschland
Auftragsmord ist in Deutschland kein juristischer Begriff. Rechtlich gesehen ist der Auftraggeber häufig Anstifter und der Ausführende Haupttäter. Es sind jedoch auch Fälle denkbar, in denen sich der Hintermann als mittelbarer Täter (vgl. Täter hinter dem Täter) strafbar macht. Die Tötung gegen Bezahlung erfüllt in der Regel das Tatbestandsmerkmal der Habgier beim Delikt Mord, welcher gemäß § 25, § 26 und § 211 StGB strafbar ist.
Die vertraglichen Abreden des Ausführenden und seines Auftraggebers sind nichtig gemäß § 134 BGB. Rechtliche Ansprüche können daraus nicht hergeleitet werden, insbesondere keine Erfüllung verlangt werden.
Wer den Versuch unternimmt, einen Auftragsmörder zu beauftragen, oder sich selbst zur Ermordung anderer Menschen anbietet, wird strafrechtlich verfolgt. Investigativjournalisten enttarnten im Jahr 2022 einen 28-jährigen Mann aus Berlin, der aus Eifersucht versucht hatte, im Darknet einen Mord in Auftrag zu geben, ohne dass es zur Ausführung kam.

## Fall einer Bestellung in Österreich
Am 9. Februar 2023 wurde laut orf.at ein Wiener verhaftet und sein Haus durchsucht. Er steht im Verdacht und soll gestanden haben, im Mai 2021 als 32-Jähriger via Darknet einen Mord an seiner Ex-Ehefrau (29) beauftragt und bezahlt zu haben. Laut Wiener Polizei überwies er zweimal insgesamt mehrere tausend Euro in Bitcoin. In Bezug auf diesen Auftrag wurde er betrogen, der Mord nicht ausgeführt. Das FBI wurde im Sommer 2022 auf die betrügerische Website aufmerksam, ermittelte die Aufrufe aus Österreich und informierte Österreichs Behörden darüber.

## Einige Beispiele

### Bekannte Opfer von Auftragsmördern
- Giacomo Matteotti (1885–1924), Politiker, ermordet durch italienische Faschisten
- Giovanni Falcone (1939–1992), italienischer Richter, Opfer der Cosa Nostra
- Sharon Tate (1943–1969), amerikanische Schauspielerin, Opfer der Manson Family
- Giuseppe Impastato (1948–1978), italienischer Politiker und Aktivist, Opfer der Cosa Nostra
- Zoran Đinđić (1952–2003), damaliger Ministerpräsident in Serbien
- Jamal Khashoggi (1958–2018), saudi-arabischer Journalist, im Konsulat von Istanbul ermordet
- Kim Jong-nam (1971–2017), nordkoreanischer Halbbruder von Kim Jong-un[7]
- Selimchan Changoschwili, Tiergartenmord, möglicherweise durch den russischen Geheimdienst FSB

### Einige Beispiele für Auftragsmörder
- Richard Kuklinski (1935–2006), Amerikanische Cosa Nostra, USA
- Yves Trudeau (1946–2008), u. a. Hells Angels, Kanada
- Werner Pinzner (1947–1986), der St.-Pauli-Killer, Deutschland[12]
- Giuseppe Greco (1952–1985), Cosa Nostra, Italien
- Jhon Jairo Velásquez Popeye (1962–2020), Medellín-Kartell, Kolumbien[13]
- Dandeny Muñoz Mosquera (* 1965), Medellín-Kartell, Kolumbien

### In der Populärkultur
Im Bereich der Literatur sind sowohl fiktionale als auch wissenschaftliche und sogar autobiografische Werke auf dem Markt, die sich mit dem Thema Auftragsmord befassen.
Zahlreiche Filme haben sich von den Killern und/oder den Geschichten der Opfer inspirieren lassen. Von Dokumentationen über Mafiamorde (100 Schritte, Marco Tullio Giordana, 2000) oder asiatischen Produktionen wie The Killer (1989 von John Woo) bis hin zu Spielfilmen, bei denen Auftragsmörder begleitet werden (The Iceman, Ariel Vromen, 2012). 
Auch fiktionalen Geschichten über Auftragsmord sind eine große Bandbreite unterschiedlicher Formate erhältlich, von Scarface (Brian De Palma, 1983) über Léon – Der Profi (Luc Besson, 1994) bis hin zu Science-Fiction-Filmen wie Blade Runner (1982 Ridley Scott). 
Weiterhin wird Auftragsmord auch in Videospielen thematisiert. So handelt die Spieleserie Hitman von dem fiktiven Auftragsmörder Agent 47 und die Tenchu-Reihe von zwei Ninja, die Auftragsmorde ausführen.